# Aldo Guerra
Aldo Stefano Guerra Robles (Monterrey, Nuevo León, 5 de junio de 1992) es un actor mexicano.

## Biografía
Aldo es hijo del fallecido actor Rogelio Guerra y hermano menor del también actor Carlo Guerra. Hizo su debut televisivo en el 2013 en Gossip Girl: Acapulco interpretando a Mauricio Burgaleta. En 2015 interpretó a Alberto en Amores con trampa el cual le valió un premio Bravo a revelación masculina y otro TVyNovelas por Mejor actor revelación.
En 2016 fue invitado a participar en dos episodios " Al villano no hay que darle vara en mano " y " De músico, poeta y loco todos tenemos un poco " del unitario Como dice el dicho, donde interpretó a los personajes Demetrio y Alejandro, respectivamente.
En el 2017 participó en Mi adorable maldición en la que interpretó a Luis.
En 2018 se une al elenco de Tenías que ser tú donde interpreta al personaje Tino y comparte escenas con Andrés Palacios, Arturo Peniche y varios más.

## Filmografía
| Año  | Título                             | Personaje                      |
| ---- | ---------------------------------- | ------------------------------ |
| 2024 | Fugitivas, en busca de la libertad | Erick Sotomayor                |
| 2021 | Esta historia me suena             | Ep: "Me gusta"                 |
| 2018 | Tenías que ser tú                  | Tino Carreto                   |
| 2017 | Noches con Platanito               | Él mismo: Invitado             |
| 2017 | Mi adorable maldicion              | Luis Delgado                   |
| 2016 | Como dice el dicho                 | Demetrio/Alejandro             |
| 2015 | Amores con trampa                  | Alberto "Beto" Carmona Sánchez |
| 2013 | Gossip Girl Acapulco               | Mauricio Burgaleta             |

### Series
- Cory Baxter - Es tan Raven (Kyle Massey) (2002-2007)

### Películas
- La vida es ruda - Calvin Wheeler (Kyle Massey) (2005)
- Más barato por docena 2 - Eliot Murtaugh (Taylor Lautner) (2005)
- El concurso del millón - Oliver (Daniel Costello) (2003)
- Si tuviera 30 - Voces adicionales (2004)

## Premios y nominaciones

### Premios Bravo 2016
| Categoría            | Telenovela        | Resultado |
| -------------------- | ----------------- | --------- |
| Revelación masculina | Amores con trampa | Ganador   |

### Premios TVyNovelas 2016
| Categoría              | Telenovela        | Resultado |
| ---------------------- | ----------------- | --------- |
| Mejor actor revelación | Amores con trampa | Nominado  |